# Lancia Montecarlo
Lancia Montecarlo – samochód sportowy klasy kompaktowej produkowany przez włoską markę Lancia w latach 1975–1978.

## Historia i opis modelu

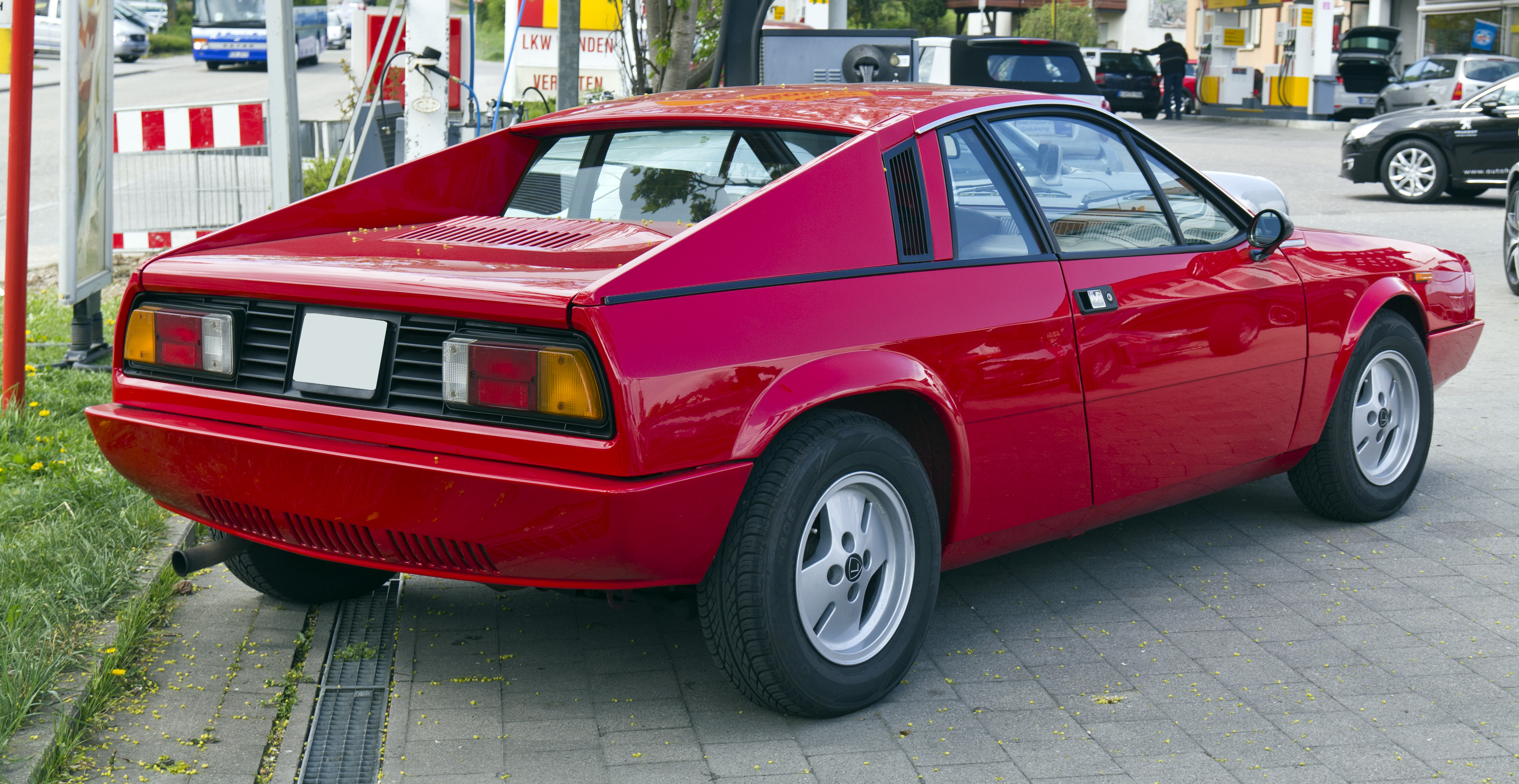
Lancia Montecarlo - tył

W 1980 przeprowadzono facelifting. Dostępny był jako 2-drzwiowe coupé. Do napędu użyto silnika R4 o pojemności dwóch litrów. Moc przenoszona była na oś tylną poprzez 5-biegową manualną skrzynię biegów.

### Dane techniczne
Źródło:

### Silnik
- R4 2,0 l (1995 cm³), 2 zawory na cylinder, DOHC
- Układ zasilania: gaźnik
- Średnica × skok tłoka: 84,00 mm × 90,00 mm
- Stopień sprężania: 9,35:1
- Moc maksymalna: 120 KM (88 kW) przy 6000 obr./min
- Maksymalny moment obrotowy: 171 N•m przy 3400 obr./min

### Osiągi
- Przyspieszenie 0-100 km/h: 9,3 s
- Prędkość maksymalna: 192 km/h